# Johann Hermann Schein

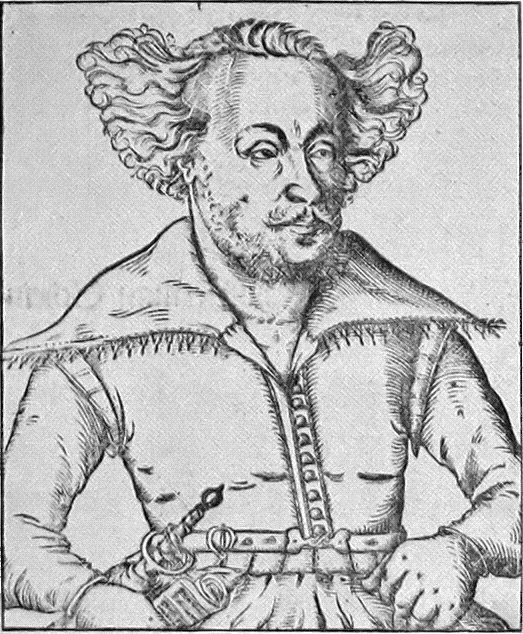
Johann Hermann Schein.

Johann Hermann Schein (Grünhain, 20 de enero de 1586-Leipzig, 19 de noviembre de 1630) fue un compositor alemán del período barroco temprano. Fue uno de los primeros músicos que importó las innovaciones estilísticas italianas en la música alemana y uno de los compositores más reputados de su época.

## Biografía
A la muerte de su padre se muda a Dresde, donde ingresa en el coro del Elector de Sajonia como niño-soprano. Además de cantar en el coro, recibe aprendizaje musical de Rogier Michael, el maestro de capilla, que reconoce su extraordinario talento. De 1603 a 1607 estudia en Schulpforta, y de 1608 a 1612 asiste a la Universidad de Leipzig, donde estudia leyes además de artes liberales.
Luego de graduado, fue empleado brevemente por Gottfried von Wolffersdorff como director de la casa musical y tutor de sus hijos. Posteriormente es nombrado maestro de capilla en Weimar y poco después se convierte en cantor en el Coro de Santo Tomás de Leipzig, puesto que conservaría el resto de su vida. 
A diferencia de su amigo Heinrich Schütz, su salud era mala y no vivió una vida larga ni feliz. Su esposa murió en un parto, cuatro de sus cinco hijos no pasaron de la infancia y él mismo falleció a los 44 años de edad, afectado de tuberculosis, gota, escorbuto y una enfermedad renal.

## Estilo
Schein fue de los primeros en absorber las innovaciones de la monodia barroca italiana, el estilo concertante, el bajo continuo, y usarlos en forma efectiva en el contexto luterano alemán. 
Así como Schütz había visitado Italia en más de una ocasión, al parecer Schein pasó toda su vida en Alemania, lo que hace su asimilación del estilo italiano aún más llamativa.
Su primera música concertante parece haber sido modelada sobre los "Cento concerti ecclesiastici" de Viadana, que estaban disponibles en una edición publicada en Alemania. 
A diferencia de Schütz, que prácticamente sólo escribió música sacra, Schein compuso también música secular, en aproximadamente igual proporción, y casi toda ella es vocal. En su música secular los textos le pertenecen. A lo largo de su vida publicó alternativamente colecciones de música sacra o secular, en coherencia con una intención que él explica en el prefacio de Banchetto Musicale:
"Publicar alternadamente música para veneración y para uso en reuniones sociales. El contraste entre los dos tipos de música puede ser demasiado extremo."
En tanto que algunas de sus músicas sacras usan la más sofisticada técnica de los madrigales italianos para un propósito devocional, algunas de sus colecciones seculares incluyen temas como canciones de bebida de una sorprendente simplicidad y humor. Algunos de sus trabajos alcanzan una intensidad expresiva lograda en Alemania solo por las de Schütz, por ejemplo, la espectacular Fontana d'Israel, o Israels Brünnlein (1623), en la que Schein declara su intento de agotar las posibilidades del madrigalismo en lengua alemana, al estilo del madrigal italiano.
Posiblemente, su colección más famosa sea la de música instrumental, Banchetto Musicale (banquete musical) (1617), que contiene 20 suites instrumentales que se consideran entre las primeras y más bellas representativas de la forma musical. Probablemente fueron compuestas como música para la cena de la corte de los duques de Sajonia-Weissenfels en Weißenfels y pensadas para ser interpretadas con cuerdas. Las suites de Schein incluyen danzas como Pavana y Gallarda (combinación habitual en el Barroco temprano), una Courante y luego una Alemanda – Tripla. Cada suite del Banchetto está unificada por un mismo modo y motivos.

## Obras

### Música sacra vocal
- Cymbalum Sionium (1615)
- Opella nova, geistlicher Concerten (1618)
- Fontana d'Israel, Israelis Brünlein (1623)
- Opella nova, ander Theil, geistlicher Concerten (1626)
- Cantional oder Gesangbuch Augspurgischer Confession (1627, 1645)

### Música secular vocal
- Venus Kräntzlein (1609)
- Musica boscareccia (1621, and several portions published later)
- Diletti pastorali, Hirten Lust (1624)
- Studenten-Schmauss (1626)

### Instrumental
- Banchetto musicale (1617)

## Eponimia
- El asteroide (85216) Schein lleva este nombre en su memoria.[1]